# Hjalmar Söderberg
Hjalmar Emil Fredrik Söderberg (Stockholm, 1869. július 2. – Koppenhága, 1941. október 14.) svéd regényíró, novellaíró, drámaíró és újságíró. Művei gyakran dolgoznak melankóliával és szerelmes karakterekkel, és gazdagon mutatják be a kortárs Stockholmot a "flaneur" szemével. Söderberget a svéd irodalom egyik legnagyobb írójaként tartják számon. Műveit több mint húsz nyelvre fordították le.

## Életrajza

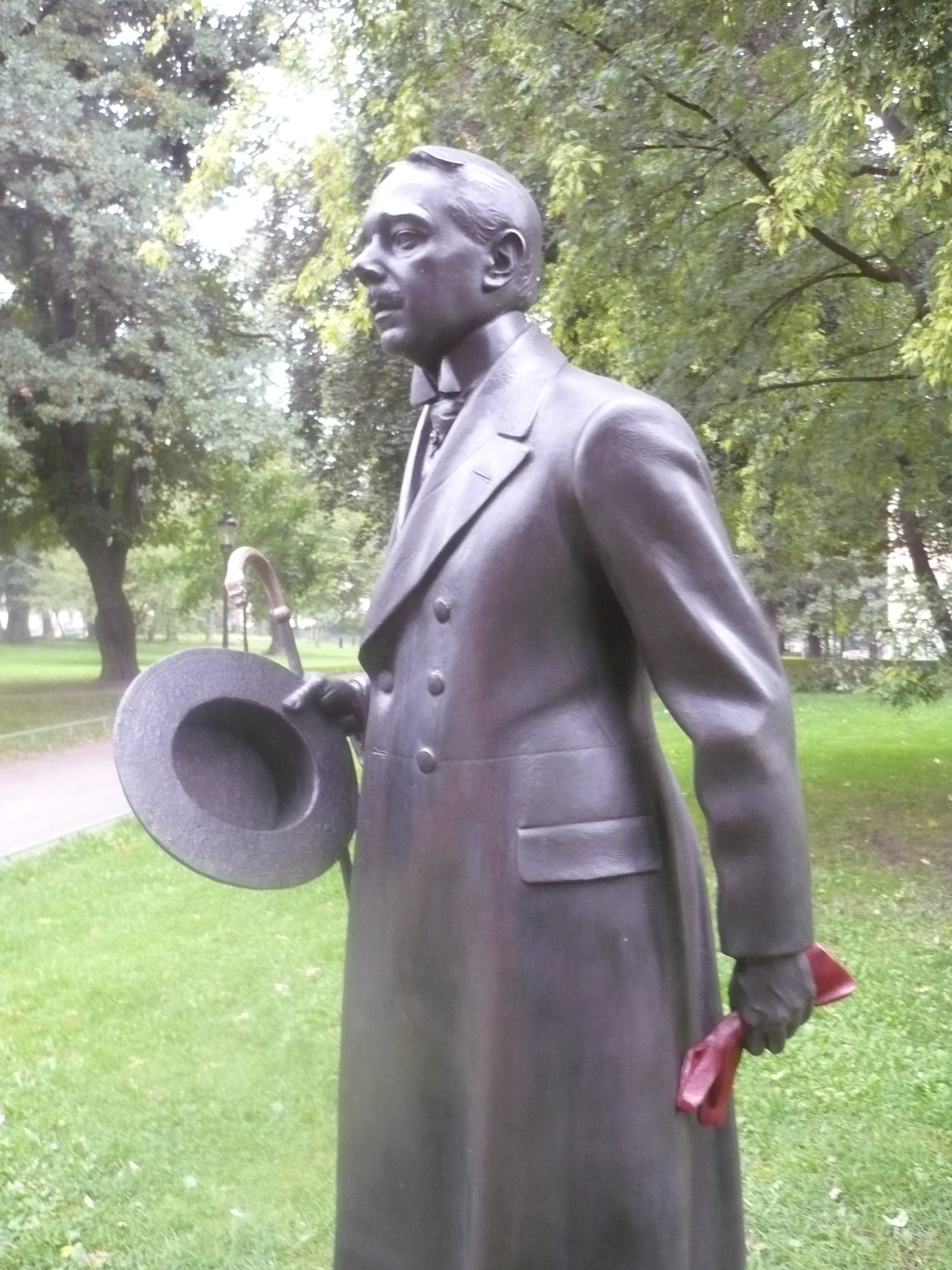
Hjalmar Söderberg szobra a Svéd Nemzeti Könyvtár előtt Humlegårdenben, Stockholm.

A stockholmi születésű Söderberg 20 évesen kezdte irodalmi tanfolyamát a Svenska Dagbladet svéd hírnapilapnál. Hat évvel később jelent meg első regénye, a Förvillelser (Eltévedések, 1895), amelyet a fővárosban céltalanul tétlenkedő fiatal dandy szemszögéből írt, aki céltalanul téblábol a fővárosban, meggondolatlanul szórja a pénzt és a szerelmet. A komor, de reflektív és éleslátó történet Söderberg munkáinak nagy részére jellemző lesz. A húsz novellát tartalmazó Historietter (1898) megjelenése után jelent meg következő nagy műve – Martin Bircks Ungdom (Martin Birck ifjúsága, 1901). A Förvillelserhez hasonlóan élénk környezetábrázolását és éles érzékelését tekintve egy fiatal amatőr költő fejlődését követi nyomon. Következő regénye, amelyet egyesek főművének tartanak, a Doktor Glas volt (Glas doktor, 1905). A bosszúról és szenvedélyről szóló félelmetes történetben Söderberg hű marad elkülönült, mégis érzelmileg megrendítő írói stílusához. A Den allvarsamma leken (A komoly játszma, 1912) című szerelmi történet Söderberg utolsó hagyományos regénye volt.
Söderberg termékeny novellaíróként számos történetet publikált folyóiratokban és újságokban, amelyeket később novellagyűjteményekbe gyűjtöttek. Leghíresebb novelláskönyve, a Historietter nyomán ezek közé tartozik a Främlingarna ("Az idegenek", 1903), a Det mörknar öfver vägen ("Sötétedik az úton", 1907) és a Den talangfulla draken ("A tehetséges sárkány", 1913).
Drámaíró is volt, akit leginkább a Gertrud (1906) című darabból ismerhettünk meg, amely Gertrudról szól, aki tartózkodik a férje és két szeretője középszerű szerelmétől, és úgy dönt, hogy magányosan él, a tökéletes szerelemre vár, amely talán nem is jön el. Ő írta az Aftonstjärnan ("Az Estcsillag", 1912) és az Ödestimmen ("A végzet órája", 1922) című drámákat is.
Későbbi éveiben újságírás és teológiai tanulmányok felé fordult. Jézusról szóló könyvei, a Jézus Barabbás című regény (1928) és a Den förvandlade Messias (1932, "Az átalakult Messiás") című tudományos tanulmánya akkoriban erősen ellentmondásos volt. A könyvekben Söderberg azt állította, hogy Jézus és Barabbás valójában ugyanaz a személy, és Jézust soha nem feszítették keresztre. Későbbi könyvei között is szerepelt egy versgyűjtemény (Vers och varia, 1921) és egy különféle prózagyűjtemény (Resan till Rom, 1929). Elismert fordító is volt, Anatole France, Guy de Maupassant, Charles Baudelaire és Heinrich Heine műveit fordította svédre.
Heves kritikusa volt a nácizmusnak, és gyakran írt erről a témáról az ellenálló Göteborgs Handels- och Sjöfartstidning című lapban. Dániában halt meg, és Koppenhágában, a Vestre Kirkegårdon temették el.
Söderberg 1899 és 1917 között Märta Abenius (1871–1932) házastársa volt. Három gyermekük született: Dora Söderberg-Carlsten (1899–1990), Tom Söderberg (1900–1991) és Mikael Söderberg (1903–1931). 1917-től Dániában házasodott össze Emelie Voss-szal (1876–1957), akitől egy gyermeke született: Betty Søderberg színésznő (1910–1993).
Söderbergnek több éven át viharos kapcsolata volt Maria von Platennel (1871–1959); ez a kapcsolat, amely állítólag hatással volt rá írásaiban, különösen az 1906-os Gertrud című drámájában és Lydia karakterében a Komoly játszmában.

## Témái
Söderberg történeteinek szereplői mindig gyógyíthatatlan magányban szenvednek, az események oldalán állva figyelik magukat és környezetüket. A melankólia és a nosztalgia érzése kiemelkedő. A determinizmus visszatérő téma Söderberg írásában. Ez minden regényében kiemelkedő téma, különösen a Doktor Glasban és a A komoly játszmában. Ez utóbbi könyv mottója: „Nem te választod a sorsodat”, ez lehetne Söderberg egész szerzőségének is a mottója.

## Öröksége
Hjalmar Söderberget a svéd irodalom egyik legnagyobb írójaként tartják számon. Műveit ma is széles körben olvassák, és gyakran új kiadásokban is megjelennek. Műveit több mint húsz nyelvre fordították le.
Paul Britten Austin Doktor Glas angol nyelvű fordításának Margaret Atwood szemléletes bevezetőjével népszerűségének növekedését jelentette az angolszász irodalmi világban.

## Idézetek
- "Hiszek a test vágyában és a lélek gyógyíthatatlan elszigeteltségében." (Glas doktor, később Gertrudnál is előfordult)
- "Az ember azt akarja, hogy szeressék, ennek hiányában csodálják, ennek hiányában rettegjenek, ennek hiányában utálják és megvetik. Valamiféle érzelmet akar kelteni az emberekben. A lélek megremeg az üresség előtt, és minden áron érintkezésre vágyik." (Glas doktor)

## Művei
- Förvillelser (1895) – "Eltévedések"
- Historietter (1898) – "Novellák"
- Martin Bircks ungdom (1901) – "Martin Birck ifjúsága"
- Främlingarne (1903) – "TAz idegenek"
- Doktor Glas(wd) (1905) – "Glas doktor"
  - Doktor Glas – QLT, Budapest, 2008 · ISBN 9789630644334 · Fordította: Papolczy Péter
- Gertrud (1906) – "Gertrúd" (játék három felvonásban)
- Det mörknar över vägen (1907) – "Sötétedik az úton"
- Valda sidor (1908) – "Elfogott oldalak"
- Hjärtats oro (1909) – "A szív gondja"
- Den allvarsamma leken (1912) – "A komoly játszma"
- Aftonstjärnan (1912) – "Az Estcsillag" (színdarab egy felvonásban)
- Den talangfulla draken (1913) – "A tehetséges sárkány"
- Jahves eld (1918) – "Jahve tüze"
- Ödestimmen (1922) – "Végóra" (játék három felvonásban)
- Jesus Barabbas. Ur löjtnant Jägerstams memoarer (1928) – "Jézus Barabbás. Jägerstam hadnagy emlékirataiból"
  - Jézus Barabbás. Jägerstam hadnagy emlékirataiból – Székelyház Közhasznú Alapítvány, Veresegyház, 2011 · Fordította: Szente Imre
- Resan till Rom (1929) – "Római utazás"
- Den förvandlade Messias (1932) – "Az átváltozott Messiás"

## Egyéb információk
- Spleen: short story by Hjalmar Söderberg
- Introduction to Doctor Glas by Margaret Atwood

Books
- Hjalmar Söderberg at Project Runeberg(wd).
- Hjalmar Söderberg at Project Gutenberg
- Works by or about Hjalmar Söderberg at Internet Archive

## Fordítás
- Ez a szócikk részben vagy egészben  a   Hjalmar Söderberg című angol Wikipédia-szócikk fordításán alapul.  Az eredeti cikk szerkesztőit annak laptörténete sorolja fel. Ez a jelzés csupán a megfogalmazás eredetét és a szerzői jogokat jelzi, nem szolgál a cikkben szereplő információk forrásmegjelöléseként.